# John Korir (Leichtathlet, 1996)
John Korir (* 2. Dezember 1996 in Kitale) ist ein kenianischer Langstreckenläufer. Er gewann 2024 den Chicago-Marathon.

## Persönliche Bestleistungen
- 15-km-Straßenlauf: 42:11 min, 14. Juli 2024, Utica (New York)
- Halbmarathon: 58:50 min, 24. Februar 2024 in Ras Al Khaimah
- Marathon: 2:02:44 h, 13. Oktober 2024 in Chicago